# 艾溪湖西站
艾溪湖西站位于中华人民共和国江西省南昌市青山湖区北京东路与艾溪湖南路交叉口，是南昌地铁1号线的地铁车站，车站于2015年12月26日和1号线一同启用。

## 车站结构
站厅在地下一层，站台在地下二层为岛式站台。
车站面积规划为12148㎡，核实为11849.5㎡，占地面积约16.82亩。
车站净长214.7米，标准段宽17.6米，共设计4个出入口（实际建成2个出入口，1个取消，1个缓建）

### 楼层
| 1层  | 地面               | 出入口                         |  |  |
| -1层 | 站厅               | 自动售票机、客服中心           |  |  |
| -2层 |                    | █ 1号线 往昌北机场（高新大道） |  |  |
|      | 岛式站台，左侧开门 |                                |  |  |
|      |                    | █ 1号线 往麻丘（艾溪湖东）     |  |  |

### 出入口
本站共开放2个出入口，预留1个出入口。
| 编号                   | 指示         | 图片 | 建议前往的目的地       |
| ---------------------- | ------------ | ---- | ---------------------- |
| 出口 · 1L              | 北京东路南侧 |      | 艾溪湖南路、桃源名居   |
| 出口 · 3L · 升降机标志 | 北京东路北侧 |      | 艾溪湖南路、保利艾溪湖 |
| 出口 · 4L              | （预留）     |      |                        |
| 註： 設有              |              |      |                        |

## 历史
- 2009年6月2日《南昌市轨道交通1号线一期工程环境影响报告书（简本）》中本站名为艾溪湖站位于北京东路、瑶湖大道交叉口[10][11]。
- 2010年8月30日的1号线一期24个站点暂用名定为艾溪湖站[2]。
- 2010年12月15日确定将改为艾溪湖西站[12]。
- 2013年4月湖底盾构区间双向贯通（1号线首个过湖贯通区间）[13][14]
- 2015年12月26日随1号线一期一同启用。